# Instituto Max Planck de Antropologia Evolutiva

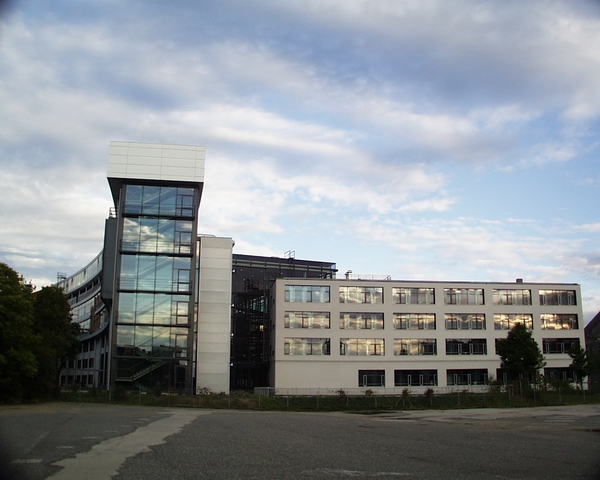

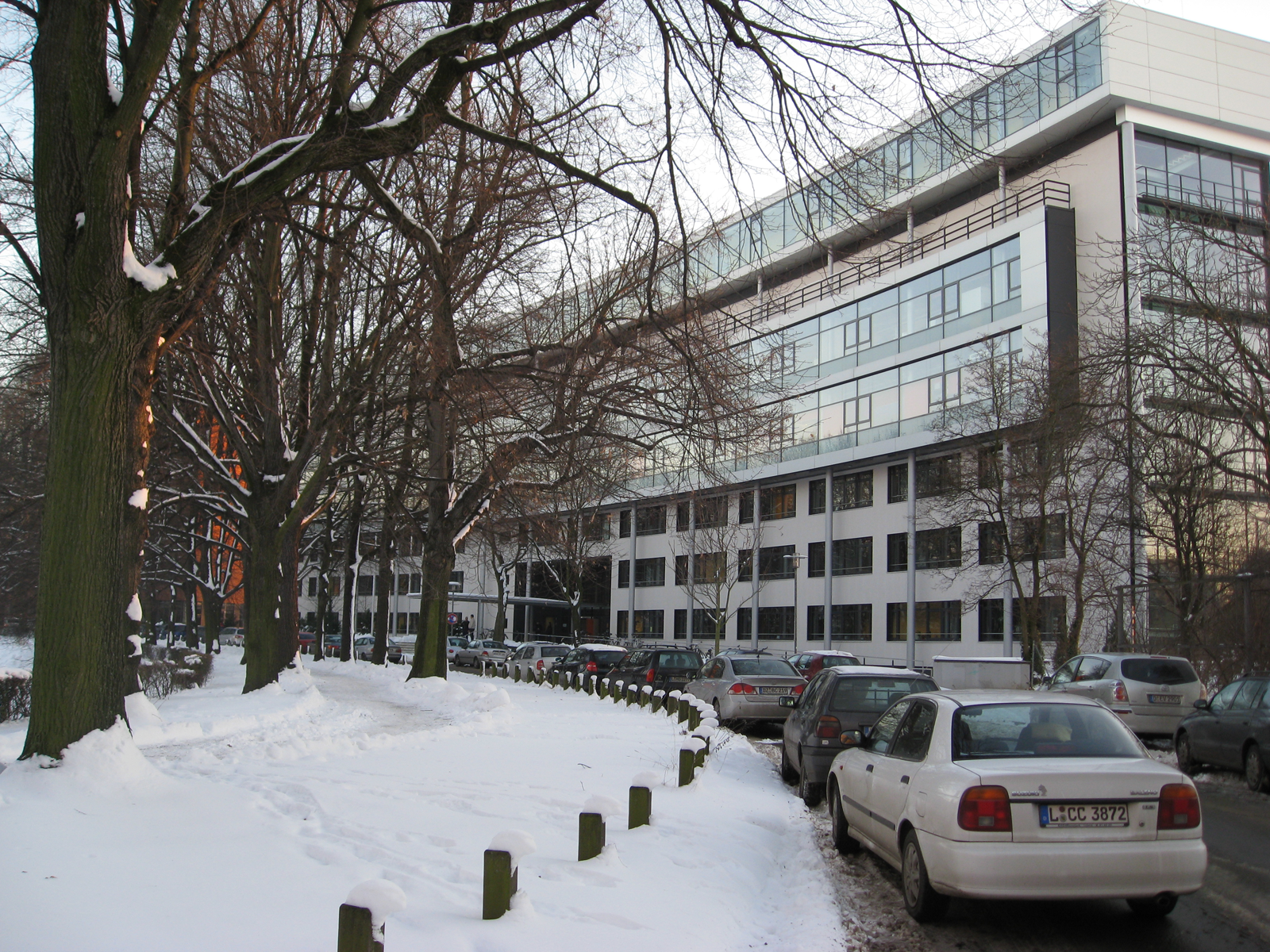
Vista do instituto a partir da rua

O Instituto Max Planck de Antropologia Evolutiva (em alemão:  Max-Planck-Institut für evolutionäre Anthropologie) é um instituto de pesquisas com sede em Leipzig, Alemanha, fundado em 1997.  Ele é parte da rede da Sociedade Max Planck.
O instituto é composto por cinco departamentos (Psicologia de Desenvolvimento e Comparativa, Genética Evolucionária , Evolução Humana, Linguística, e Primatologia), além de diversos grupos de Cientista Júnior,e atualmente emprega cerca de 330 pessoas.
Alguns dos conhecidos cientistas que hoje trabalham no Instituto são Svante Pääbo (genética), Bernard Comrie (linguística), Michael Tomasello (psicologia), Christophe Boesch (primatologia), e Jean-Jacques Hublin (evolução).

## Genoma neandertal
Em julho de 2006, o Instituto Max Planck de Antropologia Evolutiva e a 454 Life Sciences anunciaram que iriam dar sequência ao   Genoma do Neandertal durante os dois anos seguintes.  Com três bilhões de bases pareadas, o genoma neandertal tem praticamente o mesmo tamanho do genoma humano e tem diversos genes em comum. Há o consenso de que a comparação do genoma neandertal com o humano trará mais entendimento sobre os Neandertais além da evolução dos humanos e de seus cérebros.
O pesquisador de DNA Svante Pääbo testou mais de 70 espécimes de neandertal e achou apenas um com DNA suficiente para amostra. A sequência preliminar de DNA de um fragmento de fêmur de 38.000 anos achado em 1980 na Caverna Vindija, na Croácia, mostra que os neandertais e Homo sapiens têm em conjunto aproximadamente 99,5% de seu DNA. Acredita-se que as duas espécies têm o mesmo ancestral em comum, datado de 500.000 anos atrás. A Nature calculou que as espécies divergiram há cerca de 516.000 anos, enquanto os fósseis mostram algo em torno de 400.000 anos. Dos registros de DNA, os cientistas esperam confirmar ou negar a teoria de que houve hibridização entre as duas espécies.

## Atlas Mundial de Estruturas da Linguagem
Em 2005, o Atlas Mundial de Estruturas da Linguagem (inglês: World Atlas of Language Structures, ou WALS), um projeto do Departamento de Linguística do Instituto, foi publicado. O Atlas consiste em mais de 140 mapas, cada um mostrando uma característica particular da linguagem - por exemplo em orgem de adjetivos e nomes – entre 120 e 1370 linguagens do mundo. Em 2008 o Atlas também foi publicado online e a base de dados se tornou disponível.

## Aquisição da linguagem na primeira infância
Pesquisadores do instituto desenvolveram um modelo de análise por computador sobre os  diálogos a partir de 1 ou 2 anos de idade para avaliar a estrutura dos diálogos futuros. Eles mostraram que os primeiros diálogos desenvolvem regras individuais de falar com espaços nos quais certamente poderiam ser postos vários tipos de palavras. As regras que são inferidas das primeiras conversas foram melhores preditoras do diálogo futuro do que gramáticas tradicionais.